# طرب غرناطي
الغرناطي ، فن الطرب الغرناطي هو نوع من الموسيقى الأندلسية التلمسانية المنتشر في مدينة تلمسان في الجزائر، حيث يعتمد على مفهوم النوبة وعلى مجموعة مصطلحات تشترك فيها أنماط الموسيقى الأندلسية.
وتعود أصوله التاريخية الى مدينة غرناطة، حيث وبعد سقوط هذه الاخيرة نزح عدد كبير من المهاجرين و المثقفين منها الى مدن وحواضر المغرب العربي و خصوصا تلمسان أين ازدهر هذا الفن وتطور الى صورته الحالية المتأثرة بالثقافة المحلية.

## تاريخ

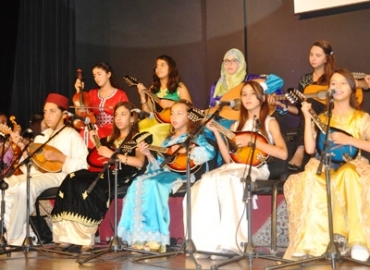
الطرب الأندلسي التلمساني في الجزائر

تعتبر مدن قرطبة وإشبيلية وبلنسية المهد الأول لهذا الفن حيث كانت هذه الحواضر الأندلسية خلال القرن الحادي عشر الميلادي تتنافس فيما بينها لتقديم أجود ما تعرفه في هذا المجال، وقد شكل هذا الأسلوب الذي عرفته هذه الفترة التاريخية في المدرسة الغرناطية الأولى. في حين تشكلت المدرسة الغرناطية متأخرة بعد اكتمال معالمها كتركيب لمجموعة من الأساليب السابقة في القرن الخامس عشر الميلادي، آخر فترة من وجود العرب بالأندلس وقبل خروج بني الأحمر من آخر معقل المسلمين بغرناطة.
بعد سقوط الأندلس وخلال القرن 13 نزح العديد من المهاجرين إلى دول شمال افريقيا فنزح مهاجرو قرطبة إلى مدينة تلمسان، ومهاجرو إشبيلية إلى تونس فيما نزح مهاجرو بلنسية إلى مدينة فاس. نتيجة لعلاقات التحالف التي كانت قائمة بين الدولة الزيانية وبني الاحمر آنذاك استقر فن الطرب الغرناطي بعد سقوط الخلافة في الأندلس بمدينة تلمسان، و من بين شعراء هذا اللون نذكر سعيد بن عبد الله  المنداسي  و أحمد بن التريكي و بن مسايب و من أبرز فناني مدرسة تلمسان في بداية القرن العشرين نذكر الشيخ العربي بن صاري. وفي بدايات القرن العشرين وبواسطة العائلات الجزائرية الهاربة من بطش الاحتلال الفرنسي من جهة أخرى تم نشر الطرب الأندلسي التلمساني بالمغرب الأقصى وبالتحديد بمدينتي وجدة والرباط. فيما يعد فن الألة فن أندلسي في المغرب.
و تجدر الإشارة أن مصطلح الطرب الغرناطي أو موسيقى غرناطة  كما يحلو للبعض تسميتها تشير في الجزائر حصرا  للموسيقى الأندلسية  التلمسانية, بينما في المغرب الأقصى , فالمصطلح أعم حيث يطلق على الموسيقى الأندلسية عموما ويقوم مركز الدراسات والبحوث الغرناطية في دار السبتي في مدينة وجدة بالاهتمام بهذا التراث وإرساء قواعد استمراره.
مدرسة الطرب الأندلسي التلمساني (الغرناطي) متعلقة بشكل كبير بالقطر الجزائري الذي تعهد هذا الفن ونمى في أرضه وتراثه من خلال مدينة القليعة وتلمسان وكذالك وهران ويعد جزءا من مدرسة تلمسان في الموسيقى، ويبلغ الرصيد في مدرسة الغرناطي اثني عشرة نوبة كاملة (أي تتضمن المراحل الإيقاعية كلها) وأربع نوبات ناقصة، كما كانت هناك نوبات أخرى تستعمل إيقاعات خاصة تسمى انقلابات.

## النوبات
في الطرب الغرناطي 12 نوبة كاملة:
1. الرصد
2. المزموم
3. الزيدان
4. المْجَنْبة
5. الَحْسِين
6. الرَّمْل
7. الماية
8. رَمْلْ الماية
9. السِّيكَة
10. الذيل
11. رصد الذيل
12. الغريب.

- أما الناقصة منها فهي الموال وغْريبَة الحْسْين والجَّرْكاه والعُراق. في كل نوبة خمسة مقاطع أو إيقاعات (ميازين): الَمْصَدَّرْ والبْطايْحِي والدَّرْجْ والاِنْصِرافْ والْمُخْلَصْ.
- أما المشالية والتويشية فهي موسيقى دون إنشاد وتأتي في بداية النوبة والانقلاب بالإنشاد غالبا في بداية النوبة فيما الاستخبار أو الموال فيمكن وضعه بين المقاطع.[5]

## وصلات خارجية
- دار الغرناطية